# Сан Никола (Потенца)
Сан Никола је насеље у Италији у округу Потенца, региону Базиликата.
Према процени из 2011. у насељу је живело 94 становника. Насеље се налази на надморској висини од 663 м.